# Озургеті
Озургеті (груз. ოზურგეთი), (з 1934 по 1989 — Махарадзе) — місто в Грузії, адміністративний центр мхаре Гурії. 

## Географія
Місто розташоване між річками Натанебі та Бжужі, за 23 км від узбережжя Чорного моря, за 50 км від Поті, за 50 км від Батумі та за 312 км від Тбілісі, на висоті 80 метрів над рівнем моря.

## Історія
З 1934 по 1989 роки мало назву 'Махарадзе,  на честь керівника Грузинської РСР Пилипа Махарадзе. 
З 27 листопада 1980 по квітень 2006 року в місті існувала тролейбусна система,  

## Демографія
Чисельність населення Озургеті, станом на 2014 рік, налічує 14,785 осіб, з яких 94% — грузини.

## Пам'ятки

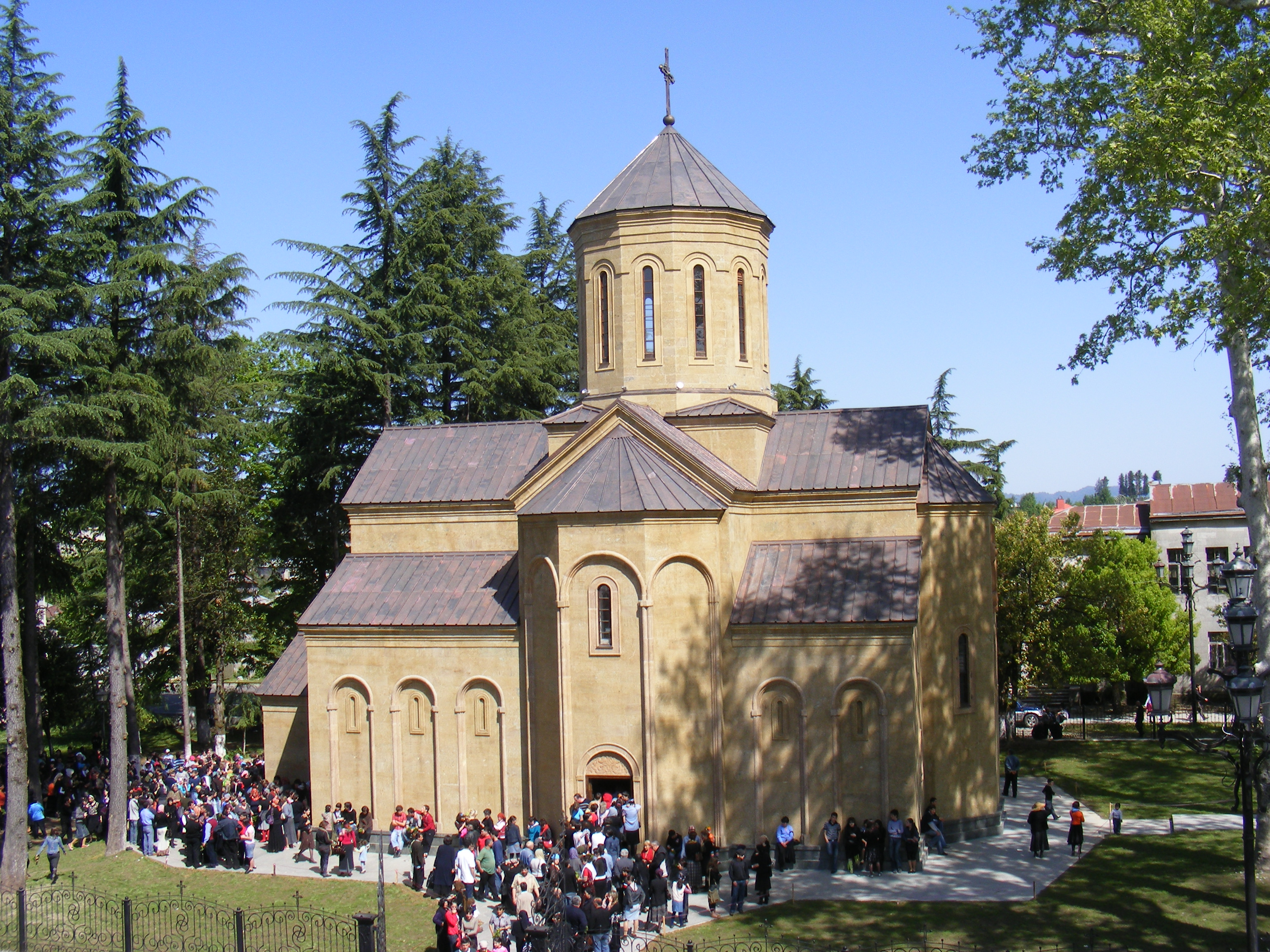
Церква в Озургеті

У середмісті Озургеті є краєзнавчий музей, драматичний театр, церква та парк.
На честь міста Махарадзе (побратима міста Генічеська) та на знак дружби грузинського та українського народів названо малу планету 2139 Махарадзе, яку 1970 року відкрила астроном Тамара Смірнова.

## Відомі уродженці
- Манучар Квірквелія (груз. მანუჩარ კვირკველია, 12 жовтня 1978) — грузинський борець греко-римського стилю, олімпійський чемпіон
- Немирович-Данченко Володимир Іванович  — російський театральний діяч, режисер, драматург і театральний критик, народний артист СРСР (1936)
- Георгій Кекелідзе ― грузинський поет, есеїст, телеведучий.
- Жоржоліані Олександр Максимович (1888—1969) — грузинський актор театру і кіно.
- Цуцунава Цецілія Ражденівна (1892—1956) — грузинська акторка театру і кіно.
- Долідзе Сіко Віссаріонович (1903—1983) — радянський кінорежисер.